# Ulrika Sax
Ulrika Sax, född 1952 i Finland, är en svensk författare och förortsforskare.
Sax har en filosofie kandidatexamen 1976 från Lunds universitet, samt en examen i arkitektur, svensk och jämförande arkitekturhistoria samt stadsplanekonst från Konsthögskolans arkitekturskola 1980. Hon har även en examen i fackpressjournalistik från Poppius Journalistskola 1987.
Sax disputerade 1990 vid arkitektursektionen på Kungliga Tekniska Högskolan (KTH) i Stockholm med avhandlingen Den vita staden: Hammarbyhöjden under femtio år.
Sax har gjort sig känd som förortsforskare och har publicerat historiska översikter över bland annat Hammarbyhöjden, Vällingby och Kista, samt medverkat i debatter om stadsplanering och utveckling av Stockholm.

## Publikationer
- "Ettan" om ett hus och dess invånare inför en ombyggnad,  M79:1. Gävle: Statens institut för byggnadsforskning. 1979. Libris 7419142. ISBN 91-540-9043-1
- Sax, Ulrika; Siv Ehn, Cajsa Kjellberg, Alison Woodward (1981). Konsekvenser för de boende vid övergång till bostadsrätt, Ds Bo 1981:4. Stockholm: Statens offentliga utredningar. Libris 7260769. ISBN 91-38-06454-5
- Sax, Ulrika; Alison Woodward (1981). Forskning som skapande arbete, Att arbeta med kvalitativa metoder i en statlig utredning, Meddelande M81:6. Gävle: Statens institut för byggnadsforskning
- Sax, Ulrika; Kerstin Ekqvist, Margit Forsström, Lennart Klaesson (1983). Ställberg – ett gruvsamhälle två år efter gruvans nedläggning, Ingår i "Bergslagen. Arbetsplatser och bostäder under hundra år" (red), Beatrice Chrapkowski. Stockholm: Konsthögskolans arkitekturhistoria. Libris 7754127. ISBN 91-86016-03-2
- Så blev det 1937, ingår i ”Stockholmshem 1937-87”,. Uddevalla: Stockholm Byggförl. 1987. Libris 7746275. ISBN 91-85194-80-8
- Nederländerna, ingår i serien ”Bostäder i Europa”. Stockholm: SABO. 1994. Libris 7755497. ISBN 91-86160-17-6
- Mitt 80-tal,ingår i ”Arton doktorer om forskarutbildning". Stockholm: Byggnadsfunktionslära, KTH. 1994. Libris 1926214
- Stockholm nittonhundra. Stockholm: Stockholms stadsmuseum. 1998. Libris 7746846. ISBN 91-85239-05-4
- Vällingby ett levande drama. Stockholm: Stockholmia förlag. 1998. Libris 7593282. ISBN 91-7031-077-7
- Miljonprogram i Stockholm : [en utställning om byggandet, boendet och människorna]. Stockholm: Stockholms stadsmuseum. 2000. Libris 7746859. ISBN 91-85239-22-4
- Sax, Ulrika; Arne Kaijser (2003). När systemen kom till byn, Ingår i: Industrins avtryck : perspektiv på ett forskningsfält. Stockholm. Libris 9372452
- Sax, Ulrika; Anders Gullberg (2006). Bostadsförvaltningens utmaningar, ingår i ”Tensta utanför mitt fönster. Stockholm: Stockholmia förlag. Libris 10153391. ISBN 91-7031-163-3
- Sax, Ulrika; Piamaria Hallberg (red) (2006). Miljonprogrammet – en miljon bostäder på 10 år, ingår i ”Kämpingebacken 13, Stockholms stadsmuseums museilägenhet i Tensta”. Stockholm: Stockholmia förlag. Libris 10199835. ISBN 91-7031-172-2
- Familjebostäder : flera kapitel i svensk bostadspolitik. Stockholms: Stockholmia förlag. 2006. Libris 10312538
- Sax, Ulrika; Stig Dedering (2007). Till hyresgästernas bästa, Stockholmshem under sju decennier. Stockholm: Stockholmia förlag. Libris 10608959. ISBN 978-91-7031-190-1
- Sax,Ulrika; Arne Kaijser (2013); A tribute to the memory of Brita Åkerman, Carin Boalt. Stockholm: Royal Swedish Academy of Engineering Sciences (IVA)
- Sax, Ulrika (2014); Kista-den tudelade staden. Stockholm: Stockholmia förlag.
- Sax, Ulrika (2016); SKB 100 år. Stockholm: Stockholms kooperativa bostadsförening.
- Sax, Ulrika (2018); Bo i Klara. Ingår i Stockholm City, Stadskultur, demokrati och spekulation. Stockholm: Samfundet S:t Eriks årsbok 2018.
- Sax, Ulrika (2019);Framtidens goda stad. Ingår i Teknik i samhällets tjänst, första hundra åren. Stockholm: IVA.
- Sax, Ulrika (2022);ABC-staden Vällingby-världens modernaste stad? Ingår i Ytterstaden. Stockholm: Samfundet S:t Eriks årsbok 2022.
- Sax, Ulrika (2024);Drömmar om staden: visioner om Stockholm under hundra år. Stockholm:Stockholmia förlag. ISBN 978-91-7031-360-8